# Fausto
Fausto é o protagonista de uma popular lenda alemã de um pacto com o demônio, baseada no médico, mago e alquimista alemão Dr. Johannes Georg Faust (1480-1540). O nome Fausto tem sido usado como base de diversos textos literários, o mais famoso deles a peça teatral do autor Goethe, que foi produzida em duas partes, escrita e reescrita ao longo de quase sessenta anos. A primeira parte — mais famosa — foi publicada em 1806 e a segunda, em 1832 — às vésperas da morte do autor.
Considerado símbolo cultural da modernidade, Fausto é um poema de proporções épicas que relata a tragédia do Doutor Fausto, homem das ciências que, desiludido com o conhecimento de seu tempo, faz um pacto com o demônio Mefistófeles, que o enche com a energia satânica insufladora da paixão pela técnica e pelo progresso.

## O Fausto histórico
Não são muitas as fontes que se referem a Johann Georg Faust e as de que se têm conhecimento apresentam muitas informações incompletas ou conflitantes, além de poderem ser apócrifas.
Knittlingen, Helmstadt e Roda (atualmente Stadtroda) são indicados como os possíveis locais de nascimento de Doutor Fausto. É em Knittlingen, entretanto, que se encontram hoje o Faust-Museum e o Faust-Archive (Museu e Arquivo de Fausto).
Também não há consenso quanto ao ano de nascimento de Johann Faust. Há fontes que indicam que este teria ocorrido em 1466, em 1478 e, finalmente, entre 1480 e 1481, informação contida na maioria dos textos sobre a personagem histórica. As informações comuns entre as diferentes fontes é que Doutor Fausto teria estudado para tornar-se alquimista, astrólogo, mago e vidente. O teólogo protestante Filipe Melâncton, que viveu em período próximo ao de Fausto (1497-1560), produziu um texto em que consta que Fausto teria estudado em Cracóvia, onde a magia era, então, matéria curricular. O teólogo menciona, também, uma conferência que teria sido realizada por Fausto em 1539, na qual "muitas pessoas se deixaram iludir". Quando Doutor Fausto morre, em 1540/1541, Melanchton menciona que muitos acreditavam que sua morte teria sido obra do diabo e admite a hipótese de tratar-se de morte sobrenatural.

## O Fausto apócrifo
Em 1507, foi nomeado mestre-escola em Kreuznach "um homem muito douto e místico", chamado Georgius Sabellicus Faust Junior, que, conforme uma carta achada na abadia de Sponheim, "abusou dos alunos e fugiu". Em 15 de janeiro de 1509, colou grau de bacharel em teologia, na universidade de Heidelberg, um certo Johannes Faust. Conrad Mutianus Rufus, da paróquia de St. Marien, em Gota, conta que um tal Georg Faust blasfemava soberbamente em Erfurt, em setembro de 1513. O bispo de Bamberg declarou ter pago a um Faust, em 10 de fevereiro de 1520, dez moedas de ouro, para que ele lhe lesse o horóscopo. Documentos rezam que um doutor Georg Faust foi banido de Ingolstadt, em 15 de junho de 1528, como charlatão. Um doutor Faust teve, negado, salvo-conduto, em Nuremberg, a 10 de maio de 1532. Em Münster, o doutor Faust, em 25 de junho de 1535, predisse a capitulação da cidade pelo bispo, como depois aconteceu.
Em pouco tempo, outros mitos e lendas que envolviam personagens como Simão Mago, Cipriano e Teófilo, episódios bíblicos e medievais, burlas e fábulas começaram a compor uma tão considerável tradição oral e apócrifa acerca desse Fausto, que ele acabou por tornar-se figura literária.

## O Fausto literário
No intuito de compilar tudo quanto se acreditava e dizia acerca de Fausto, Johann Spiess, livreiro e escritor de Frankfurt, compôs, no ano de 1587, a primeira narrativa literária dessa personagem. Era um volume de 227 páginas, intitulado como Historia von dr. Johann Fausten, cujo enredo contava como ele se vendeu ao diabo a prazo estipulado, as extraordinárias aventuras que viveu nesse ínterim, a magia que praticava, e por fim sua morte e danação. Tudo isso publicado para servir de advertência sincera contra os que levavam a curiosidade intelectual além do limite estabelecido pelas igrejas[carece de fontes?]. Muitos críticos e estudiosos avaliam esse primeiro romance faustiano, ou Faustbuch, como mera propaganda luterana para doutrinação e proselitismo.
Controvérsias à parte, outros escritores perceberam que a personagem poderia servir a temas mais profundos e complexos. Com efeito, Fausto tornou-se figura recorrente ao longo de cinco séculos de literatura ocidental.
Dois anos depois da publicação de Spiess, ou seja em 1589, o escritor e dramaturgo inglês Christopher Marlowe (1563-1593) transforma Fausto na peça teatral A Trágica História do Doutor Fausto, onde sutilmente retrata o dilema do novo homem ocidental, então dividido entre a religiosidade medieval e o humanismo renascentista.
Quase dois séculos depois, no ano de 1760, foi a vez de o escritor alemão Gotthold Ephraim Lessing (1729-1781) criar uma nova versão dramática do Fausto, na qual ele encarnaria o heroísmo do intelecto humano, capaz por si mesmo de triunfar sobre o mal, personificado no diabo. A obra de Lessing, porém, hoje encontra-se fragmentada.
Não obstante, Fausto se tornaria um das personagens preferidas do período romântico, que vai de meados do século XVIII ao século XIX, a notória época do Sturm und Drang. A personagem apareceria em muitas obras do romantismo alemão como o Fausts Leben (A Vida de Fausto, 1778), escrita por Maler Müller, e o Fausts Leben, Taten und Höllenfahrt (Vida, feitos e danação de Fausto, 1791), escrita por F. M. Klinger. Além destes, Nikolaus Lenau também fez uma versão romântica do Faust.
Mas seria através do poeta Johann Wolfgang von Goethe que Fausto alcançaria a sua máxima expressão. A tragédia de Fausto, como dito anteriormente, foi a obra de toda a vida de Goethe. A primeira versão foi composta em 1775, mas era apenas um esboço intitulado Urfaust (Proto-Fausto, ou Fausto zero) que só foi publicado em 1887, décadas depois da morte do autor.
Doze anos após a composição do Urfaust, houve, ainda, outro esboço, feito em 1791, que era intitulado Faust, ein Fragment (Fausto, um fragmento), e também não chegou a ser publicado.
A versão definitiva, só seria escrita e publicada por Goethe no ano de 1808, sob o título de Faust, eine Tragödie (Fausto, uma tragédia) e, assim, trazia, a lume, sua maior obra-prima. Mas a problemática humana do Fausto continuou a intrigar o poeta, e em 1826 ele começou a escrever a segunda parte do poema, publicado postumamente sob o título de Faust. Der Tragödie zweiter Teil in fünf Akten (Fausto. Segunda parte da tragédia, em cinco atos).

## Enredo

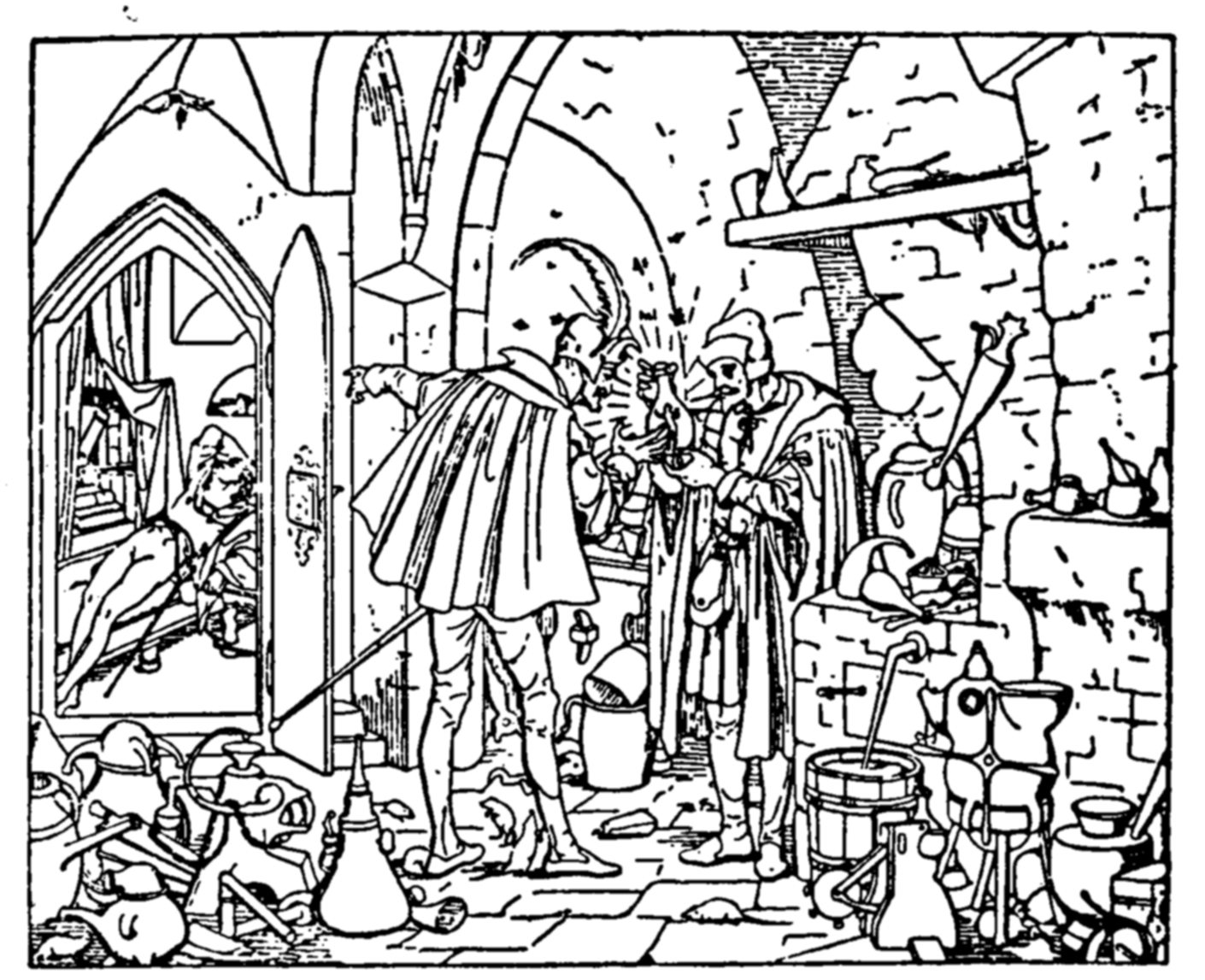
Ilustração da 2ª parte do Fausto, por Retzsch

No afã de superar os conhecimentos de sua época, Fausto evoca espíritos e, por fim, Mefistófeles, o demônio (palavra que significaria, etimologicamente, inimigo da luz) — com o qual negocia viver por anos sem envelhecer.
Durante este tempo, conforme o contrato assinado com seu próprio sangue, serviria, o diabo, a Fausto, em troca da sua alma. Entregue aos prazeres durante este tempo, é, finalmente, ao término deles, levado para o Inferno.
Tendo, porém, encontrado o amor de Margarida, dela tenta obter a salvação, mas foi inevitável o destino a que se comprometera.

## O Fausto pós-moderno
Sendo um arquétipo da alma humana, o mito de Fausto jamais se esgotou simbólica e literariamente, de modo que diversos artistas contemporâneos e posteriores a Goethe reagiram criativamente à personagem.
O poeta russo Puchkin escreveu em 1826 um Faust notável pelo diálogo com Mefistófeles. Christian Dietrich Grabbe também compôs em 1836 uma tragédia onde confrontava Don Juan und Faust (Don Juan e Fausto).
No século XX, o poeta francês Paul Valéry escreveu a peça Mon Faust (Meu Fausto), sem todavia a concluir.
Depois foi a vez do poeta português Fernando Pessoa escrever Fausto: Uma Tragédia Subjectiva, inusitadamente narrado na primeira pessoa.
E por fim, Thomas Mann publicou seu romance Doktor Faustus em 1947.
Terry Pratchett se inspirou na obra para escrever seu romance Eric, estilizado como Fausto Eric, em 1990.
Recentemente, em 2008, o escritor Rafael Dionísio lançou os seus "Cadernos de Fausto" revisitando também este mito.
Em 2011, a escritora brasileira Regina Baptista publicou o livro "Ato Penitencial", que também faz referência ao mito de Fausto, numa versão do século XXI.
Em 2012, a escritor argentino Edgar Brau publicou sua tragédia "Fausto".
Em 2013, o escritor português António Vieira publicou um romance com o nome de "Doutor Fausto", no qual Fausto aparece entre filósofos.
Fausto também foi tema para as peças musicais de vários compositores clássicos como Wagner (Faust), Berlioz (La Damnation de Faust), Schumann (Szenen aus Goethes Faust), Liszt (Faust-Symphonie) e Gounod (Faust).
Ainda na música, Fausto de Goethe serviu de inspiração para dois álbuns, Epica e The Black Halo, da banda de Metal Melódico Kamelot, e para três álbuns, The Scarecrow, The Wicked Symphony e Angel Of Babylon, do projeto de Power Metal Avantasia, onde o compositor, Tobias Sammet, cria sua própria versão da lenda de Fausto através de canções. Em 2012, a banda de Black Metal Agalloch lança o EP Faustian Echoes, com letra que conta com trechos da obra.
Ainda na chamada cultura popular, o escritor de quadrinhos Alan Moore traz, em sua premiada obra Promethea (1999), uma versão de Fausto, baseado livremente na lenda original.
O livro O Fantasma da Ópera (Gaston Leroux) apresenta a ópera Fausto, de Charles Gounod, no momento em que Erik sequestra Christine.
Em um episódio do seriado Chapolin, a história de Fausto é abordada em um tom humorístico com a varinha chamada Chirrin-Chirrion e com um final diferente, onde Fausto engana o diabo.

## Fausto no cinema
Em 1926, foi lançado, na Alemanha, o filme Faust — Eine Deutsche Volkssage, dirigido por F.W. Murnau e baseado na obra de Goethe. Em 1986, Carlos Reichenbach dirige Filme Demência, uma atualização do mito na cidade de São Paulo. Em 1994, foi lançado, na República Checa, o filme Faust, dirigido por Jan Svankmajer se utilizando de um roteiro fantástico e de bonecos marionetes. Em 2011, o diretor russo Alexander Sokurov lança sua versão de Fausto, também baseada na obra de Goethe.

## Fausto em outras mídias
Nos anos 1970, Fausto aparece no seriado de televisão mexicano "El Chapulin Colorado" (Chapolin Colorado) de Roberto Gomes Bolaños no episódio "De acordo com o Diabo". Neste episódio, o Chapolin, interpretado por Bolaños, tenta ensinar um rapaz que a ambição não serve para nada e, para isso, se utiliza de uma narrativa cujo tema é a história de Fausto. Na adaptação de Bolaños, Fausto aparece como um velho de longas barbas e cabelos brancos que almeja o poder pelo saber e acha que, para isso, precisa de duas coisas: a juventude e o amor. É quando surge Mefistófeles, interpretado por Ramon Valdez. Mefistófeles lhe faz assinar um contrato, onde Fausto vende a sua alma para que, assim, receba uma espécie de varinha mágica capaz de realizar diversos desejos. Assim, consegue ganhar mais alguns anos de vida para conquistar o coração de Margarida, interpretada por Florinda Meza.
Em 1998, no mangá e também anime Shaman King, há um descendente de Fausto chamado Johann Faust VIII, que era um doutor e acabou perdendo seu único amor, Eliza, o fazendo ficar um tanto louco e perturbado ao ponto de aprender necromancia para ressuscitar sua amada, e também lutar utilizando como aliados ondas enormes de mortos-vivos. No anime e mangá, é citado claramente a referência sobre Fausto, e também, um de seus golpes, se chama Mephisto E, uma referência ao suposto pacto que Fausto possuía com tal demônio.
Em 1999, foi lançado Fausto, o primeiro game inspirado no personagem. Fausto apresenta a história a partir do ponto de vista de Mefistófeles e o objetivo do jogador é investigar as causas que levaram o demônio a intervir na vida de Fausto.
Em 2014, a desenvolvedora paulista Tlön Studios lançou o jogo para computador Soul Gambler, um romance visual interativo inspirado livremente no personagem Fausto, no qual o protagonista, faz um pacto que lhe permite trocar frações de sua alma pela realização de pequenos desejos.
Em 2015, a expansão do jogo The Witcher 3, chamada Hearts of Stone, tinha, como antagonista, a figura de Gaunter O'Dimm, que tem uma clara inspiração em Fausto.

## Literatura relacionada
- ROSA, João Guimarães. Grande sertão: veredas. São Paulo: Nova Fronteira, 2001.

- PESSOA, Fernando. A Hora do Diabo. Lisboa: Assírio e Alvim, 2004.

- Primeiro Fausto. São Paulo: Iluminuras, 1996.

- Tragédia Subjectiva. Rio de Janeiro: Nova Fronteira, 1991.

- BARRENTO, João (Org.). O Fausto na Literatura Europeia. Lisboa: Apaginastantas, 1984.

- BENE, Orietta Del. Elementos para tentativa de estudo do Primeiro Fausto. Ocidente, 1970.

- ABRAHÃO, Miguel M. — O Strip do Diabo — Ed. Agbook, 2009

- CAMPOS, Haroldo de. Deus e o diabo no Fausto de Goethe. São Paulo: Perspectiva, 1981. (Signos, 9).

- FUHR, Gerhard. Fausto — redenção ou salvação? O tratamento do tema em quatro obras: Volksbuch, Marlowe, Lessing e Goethe. Estudos germânicos. Belo Horizonte (UFMG), v.2, p. 79-102, 1981.

- ASSIS, Machado. A Igreja do Diabo. Disponível em: http://www.dominiopublico.gov.br/download/texto/bv000195.pdf

- SKELTON,Matthew. O segredo de Endymion Spring.

- VIEIRA, ANTÓNIO. Doutor Fausto. Rio de Janeiro. Topbooks.2013.
- BULGÁKOV, MIKHAIL. O Mestre e Margarida. Editora 34. São Paulo, 2018.
- LAGES, Samila. A Lenda de Fausto. Editora Multifoco. 2011. Rio de Janeiro.